# Amphisbaena uroxena
Espèce
Amphisbaena uroxena est une espèce d'amphisbènes de la famille des Amphisbaenidae.

## Répartition
Cette espèce est endémique de l'État de Bahia au Brésil.  

## Publication originale
- Mott, Rodrigues, de Freitas & Silva, 2008 : New Species of Amphisbaena with a Nonautotomic and Dorsally Tuberculate Blunt Tail From State of Bahia, Brazil (Squamata, Amphisbaenidae). Journal of Herpetology, vol. 42, n. 1, p. 172-175 (texte intégral).